# 库尔泰耶
库尔泰耶（法語：Courteilles，法語發音：[kuʁtɛj]）是法国厄尔省的一个市镇，属于埃夫勒区。

## 地理
库尔泰耶（48°44'9"N, 0°59'23"E）面积6.24 平方千米，位于法国诺曼底大区厄尔省，该省份为法国北部内陆省份，北起滨海塞纳省，西接奧恩省和卡爾瓦多斯省，南至厄尔-卢瓦省，东临瓦兹省、瓦兹河谷省和伊夫林省。
与库尔泰耶接壤的市镇（或旧市镇、城区）包括：巴利讷、皮瑟、阿夫尔河畔蒙蒂尼。

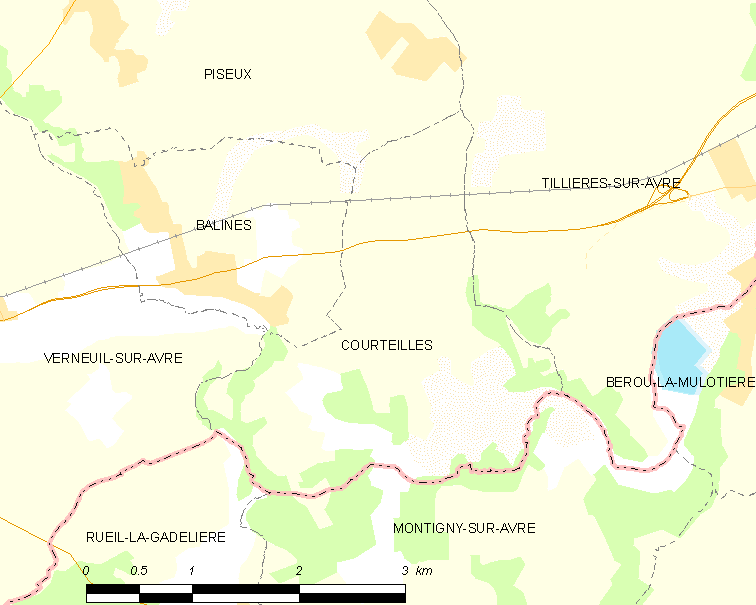
库尔泰耶的OSM定位图

库尔泰耶的时区为UTC+01:00、UTC+02:00（夏令时）。

## 行政
库尔泰耶的邮政编码为27130，INSEE市镇编码为27182。

## 政治
库尔泰耶所属的省级选区为阿夫尔河和伊通河畔韦尔讷伊县。

## 人口

1962-2008年间库尔泰耶人口变化图示

库尔泰耶于2022年1月1日时的人口数量为177人。